# Jujubinus exasperatus
Jujubinus exasperatus é uma espécie de molusco pertencente à família Trochidae.

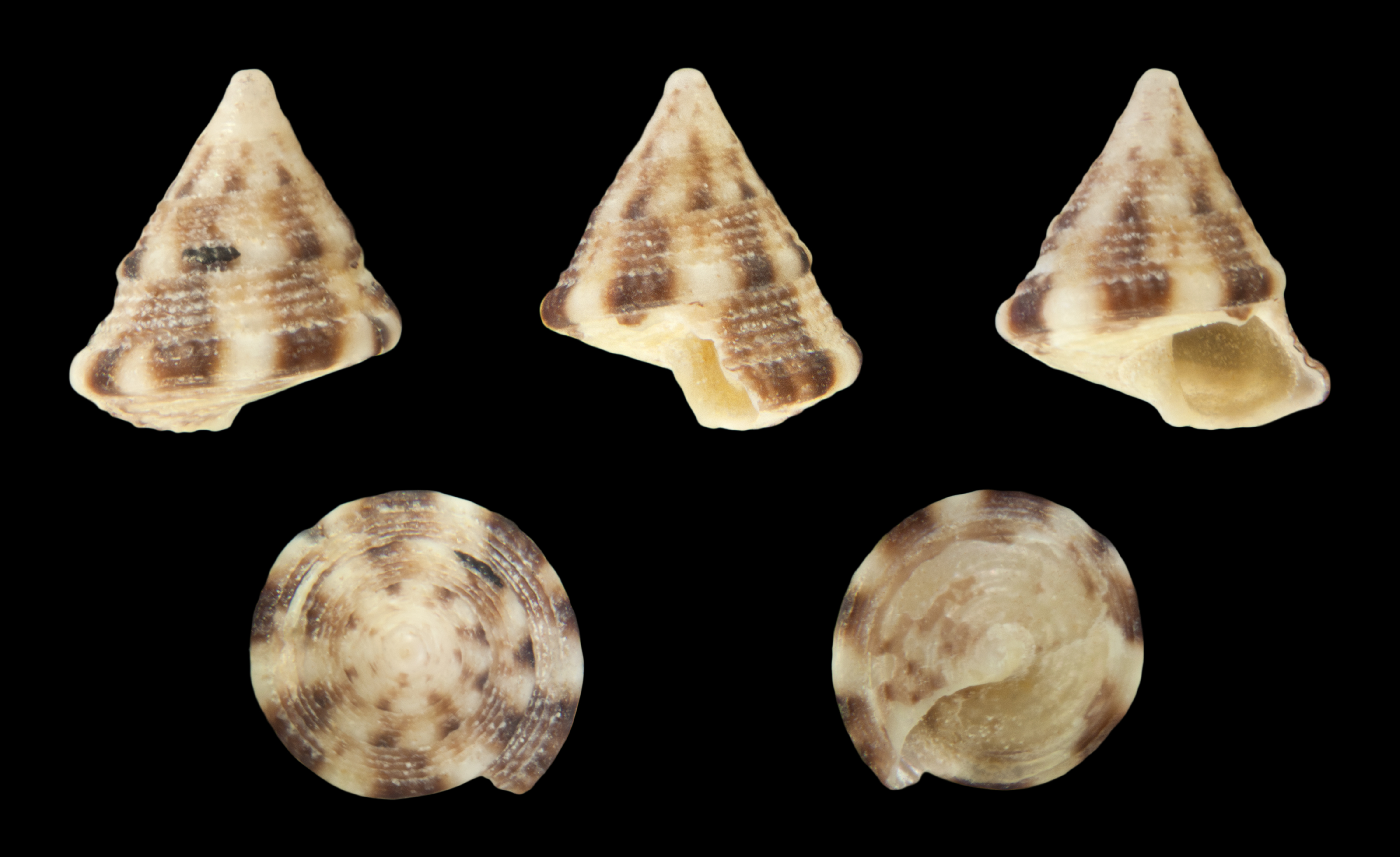
f. monterosatoi

A autoridade científica da espécie é Pennant, tendo sido descrita no ano de 1777.
Trata-se de uma espécie presente no território português, incluindo a zona económica exclusiva.